# (6262) Javid
(6262) Javid est un astéroïde de la ceinture principale.

## Description
(6262) Javid est un astéroïde de la ceinture principale. Il fut découvert le 1er septembre 1978 à Naoutchnyï par Nikolaï Tchernykh. Il présente une orbite caractérisée par un demi-grand axe de 2,91 UA, une excentricité de 0,08 et une inclinaison de 3,0° par rapport à l'écliptique.

## Compléments